# Oliver Bearman
Oliver James Bearman (* 8. května 2005 Chelmsford), známý také jako Ollie Bearman, je britský automobilový závodník. V roce 2021 vyhrál italský a německý šampionát Formule 4 a roce 2022 byl jako nováček třetí v šampionátu FIA Formule 3.
Od roku 2022 je členem akademie Ferrari. V roce 2024 byl rezervním jezdcem Ferrari a Haasu. Debutoval při Grand Prix Saúdské Arábie 2024, kde ve věku 18 let a 306 dní nahradil Carlose Sainze Jr., čímž se stal třetím nejmladším jezdcem v historii Formule 1 a nejmladším jezdcem vůbec, který závodil za Ferrari. Ve stejném roce dvakrát nahradil Kevina Magnussena v Haasu, a to v Ázerbájdžánu a São Paulu. Od roku 2025 je jezdcem Haasu, jeho týmovým kolegou je Esteban Ocon.

## Kariéra

### Začátky
Bearman začal závodit na motokárách v roce 2013. V roce 2017 vyhrál Velkou cenu Kartmasters Velké Británie v kategorii kadetů. O dva roky později získal tři tituly IAME X30 Junior, včetně mezinárodního finále. V roce 2020 vyhrál zimní pohár X30 Senior.
V témže roce debutoval v monopostech a s týmem US Racing startoval v německé ADAC F4 a italské F4. V každém z těchto šampionátů dosáhl vítězství.
V roce 2021 Bearman přestoupil do týmu Van Amersfoort Racing a zopakoval účast v obou národních šampionátech. V italském šampionátu F4 vyhrál 11 z 21 závodů a v poslední závodě před koncem sezóny získal titul. V německém šampionátu vyhrál šest z 18 závodů a rovněž získal titul, jako první jezdec vyhrál oba šampionáty ve stejném roce.
Ve stejném roce se Bearman zúčastnil také devíti závodů britského šampionátu GB3.

### Mistrovství FIA Formule 3

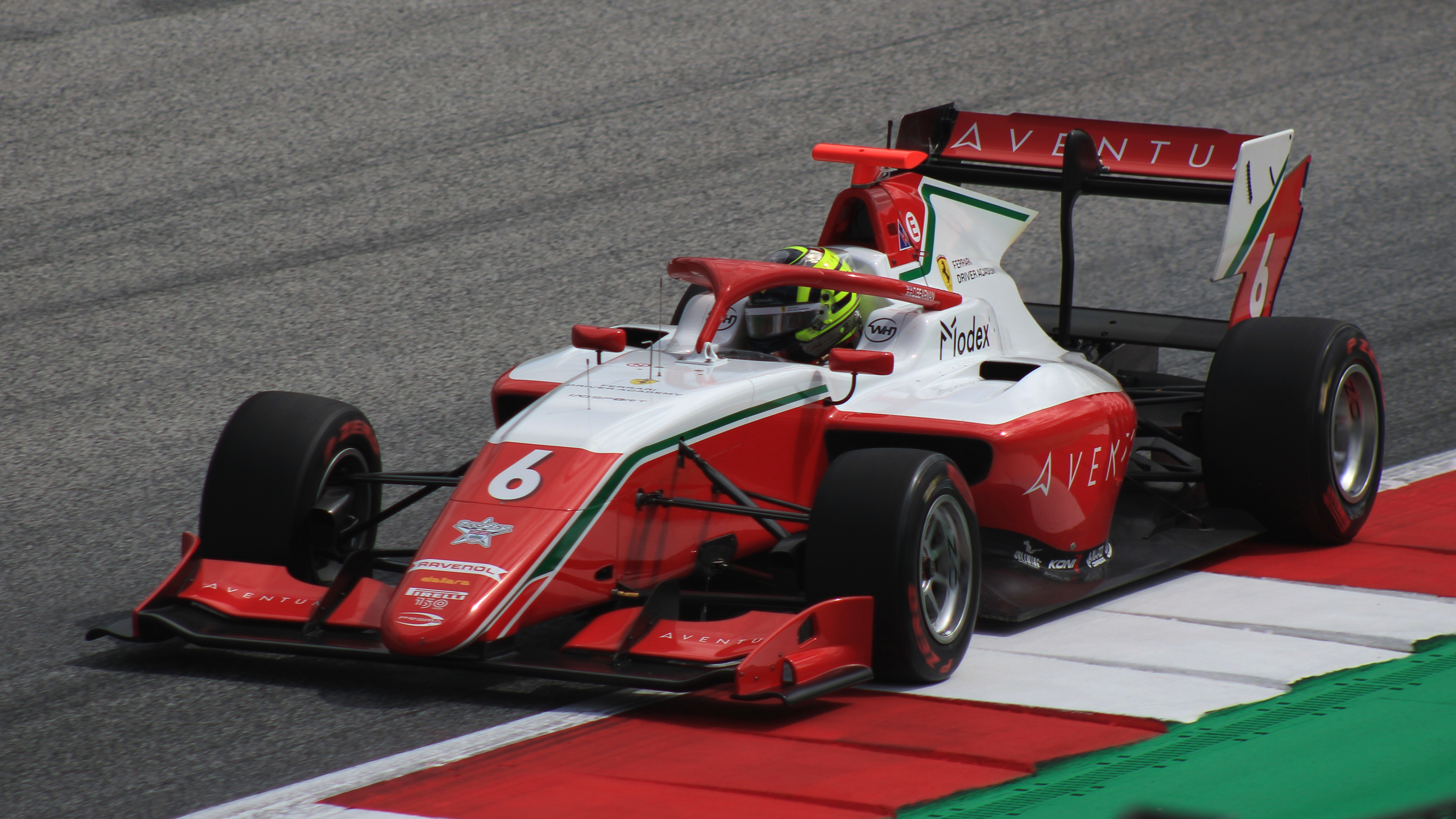
Oliver Bearman ve Formuli 3 v roce 2022.

Bearman byl vybrán týmem Prema, aby se zúčastnil posezónního testování Formule 3 v roce 2021 ve Valencii. Později téhož roku byl oznámen jako jezdec týmu pro sezónu 2022, v níž závodil po boku Arthura Leclerca a Jaka Crawforda.
Debutoval druhým místem v Sakhiru. V prvním závodě ve Spa dosáhl svého prvního vítězství ve F3, což ho dva závody před koncem sezóny vyneslo na druhé místo v šampionátu. V Zandvoortu přišel o druhé místo poté, co v obou závodech nebodoval, a v posledním závodě v Monze v obou závodech dosáhl umístění na stupních vítězů. Nakonec skončil v šampionátu jezdců na třetím místě se 132 body.

### Mistrovství FIA Formule 2
Dne 14. listopadu 2022 bylo potvrzeno jeho pokračování ve spolupráci s Premou a přechod do šampionátu FIA Formule 2 v roce 2023.

### Formule 1
Bearman je od roku 2022 členem Ferrari Driver Academy.
Dne 5. října 2023 byla oznámena jeho účast na prvním volném tréninku Velkých cen Formule 1 Mexico City a Abú Zabí za volantem vozu Haas VF-23.
V roce 2024, den před závodem Velké ceny Saúdské Arábie, byl Bearman povolán týmem Ferrari, aby nahradil Carlose Sainze Jr. poté, co mu byl diagnostikován zánět slepého střeva. Při debutu se stal jezdcem dne a získal 7. místo a tak také 6 bodů, dostal se tak po tomto závodě na 10. místo v šampionátu.

## Výsledky
| Legenda k tabulce | Legenda k tabulce                                                                       |
| Barva             | Výsledek                                                                                |
| ----------------- | --------------------------------------------------------------------------------------- |
| Zlatá             | Vítěz                                                                                   |
| Stříbrná          | 2. místo                                                                                |
| Bronzová          | 3. místo                                                                                |
| Zelená            | Bodované umístění                                                                       |
| Modrá             | Nebodované umístění                                                                     |
| Modrá             | Dokončil neklasifikován (NC)                                                            |
| Fialová           | Odstoupil (Ret)                                                                         |
| Červená           | Nekvalifikoval se (DNQ)                                                                 |
| Červená           | Nepředkvalifikoval se (DNPQ)                                                            |
| Černá             | Diskvalifikován (DSQ)                                                                   |
| Bílá              | Nestartoval (DNS)                                                                       |
| Bílá              | Závod zrušen (C)                                                                        |
| Světle modrá      | Pouze trénoval (PO)                                                                     |
| Světle modrá      | Páteční testovací jezdec (TD)                                                           |
| Bez barvy         | Netrénoval (DNP)                                                                        |
| Bez barvy         | Vyřazen (EX)                                                                            |
| Bez barvy         | Nepřijel (DNA)                                                                          |
| Bez barvy         | Odvolal účast (WD)                                                                      |
| Bez barvy         | Nezúčastnil se (prázdné)                                                                |
| Označení          | Význam                                                                                  |
| Tučnost           | Pole position                                                                           |
| Kurzíva           | Nejrychlejší kolo                                                                       |
| †                 | Jezdec nedojel do cíle, ale byl klasifikován, protože odjel více než 90 % délky závodu. |
| ‡                 | Byl udělován poloviční počet bodů, protože bylo odjeto méně než 75 % délky závodu.      |
| Horní index       | Umístění bodujících jezdců ve sprintu                                                   |

### Závodní kariéra
| Sezóna | Série                           | Tým                         | Závody | Vítězství | PP | NK | Pódia | Body | Umístění   |
| ------ | ------------------------------- | --------------------------- | ------ | --------- | -- | -- | ----- | ---- | ---------- |
| 2020   | ADAC Formule 4                  | US Racing                   | 21     | 1         | 0  | 1  | 3     | 144  | 7. místo   |
| 2020   | Italská Formule 4               | US Racing                   | 8      | 1         | 0  | 1  | 2     | 85   | 10. místo  |
| 2021   | ADAC Formule 4                  | Van Amersfoort Racing       | 18     | 6         | 5  | 4  | 11    | 295  | 1. místo   |
| 2021   | Italská Formule 4               | Van Amersfoort Racing       | 21     | 11        | 8  | 2  | 15    | 343  | 1. místo   |
| 2021   | Šampionát GB3                   | Fortec Motorsport           | 9      | 1         | 2  | 1  | 4     | 163  | 14. místo  |
| 2022   | Šampionát Formula Regional Asia | Mumbai Falcons India Racing | 6      | 0         | 0  | 0  | 1     | 29   | 15. místo  |
| 2022   | Formule 3                       | Prema Racing                | 18     | 1         | 0  | 1  | 8     | 132  | 3. místo   |
| 2023   | Formule 2                       | Prema Racing                | 26     | 4         | 3  | 2  | 6     | 130  | 6. místo   |
| 2024   | Formule 2                       | Prema Racing                | 24     | 3         | 0  | 0  | 3     | 75   | 12. místo  |
| 2024   | Formule 1                       | Scuderia Ferrari            | 1      | 0         | 0  | 0  | 0     | 7    | 18. místo  |
| 2024   | Formule 1                       | MoneyGram Haas F1 Team      | 2      | 0         | 0  | 0  | 0     | 7    | 18. místo  |
| 2025   | Formule 1                       | MoneyGram Haas F1 Team      | 12     | 0         | 0  | 0  | 0     | 6*   | 18. místo* |

## Výsledky

### Kompletní výsledky ve Formuli 3
| Rok  | Tým          | 1         | 2         | 3          | 4          | 5          | 6         | 7         | 8         | 9          | 10        | 11        | 12        | 13        | 14        | 15         | 16         | 17        | 18        | Body | Umístění |
| ---- | ------------ | --------- | --------- | ---------- | ---------- | ---------- | --------- | --------- | --------- | ---------- | --------- | --------- | --------- | --------- | --------- | ---------- | ---------- | --------- | --------- | ---- | -------- |
| 2022 | Prema Racing | BHR SPR 2 | BHR FEA 6 | IMO SPR 12 | IMO FEA 17 | CAT SPR 12 | CAT FEA 5 | SIL SPR 9 | SIL FEA 3 | RBR SPR 16 | RBR FEA 3 | HUN SPR 5 | HUN FEA 3 | SPA SPR 1 | SPA FEA 3 | ZAN SPR 11 | ZAN FEA 25 | MNZ SPR 2 | MNZ FEA 2 | 3.   | 132      |

### Kompletní výsledky ve Formuli 2
| Rok  | Tým          | 1          | 2          | 3           | 4          | 5          | 6          | 7         | 8          | 9           | 10         | 11         | 12         | 13        | 14          | 15          | 16        | 17         | 18         | 19         | 20          | 21        | 22          | 23        | 24        | 25         | 26          | 27        | 28        | Body | Umístění |
| ---- | ------------ | ---------- | ---------- | ----------- | ---------- | ---------- | ---------- | --------- | ---------- | ----------- | ---------- | ---------- | ---------- | --------- | ----------- | ----------- | --------- | ---------- | ---------- | ---------- | ----------- | --------- | ----------- | --------- | --------- | ---------- | ----------- | --------- | --------- | ---- | -------- |
| 2023 | Prema Racing | BHR SPR 15 | BHR FEA 14 | JED SPR Ret | JED FEA 10 | MEL SPR 7  | MEL FEA 17 | BAK SPR 1 | BAK FEA 1  | MCO SPR Ret | MCO FEA 11 | CAT SPR 7  | CAT FEA 1  | RBR SPR 8 | RBR FEA 5   | SIL SPR 6   | SIL FEA 8 | HUN SPR 3  | HUN FEA 12 | SPA SPR 12 | SPA FEA 7   | ZAN SPR 3 | ZAN FEA Ret | MNZ SPR 6 | MNZ FEA 1 | YMC SPR 10 | YMC FEA Ret |           |           | 130  | 6.       |
| 2024 | Prema Racing | BHR SPR 16 | BHR FEA 15 | JED SPR WD  | JED FEA WD | MEL SPR 14 | MEL FEA 9  | IMO SPR 5 | IMO FEA 19 | MON SPR 11  | MON FEA 4  | CAT SPR 21 | CAT FEA 14 | RBR SPR 1 | RBR FEA Ret | SIL SPR Ret | SIL FEA 7 | HUN SPR 10 | HUN FEA 15 | SPA SPR 7  | SPA FEA Ret | MNZ SPR 1 | MNZ FEA 7   | BAK SPR   | BAK FEA   | LSL SPR 1  | LSL FEA 12  | YMC SPR 4 | YMC FEA 5 | 75   | 12.      |

* Sezóna v průběhu

### Kompletní výsledky ve Formuli 1
| Rok  | Tým                    | Šasi          | Motor                   | 1      | 2     | 3      | 4      | 5      | 6       | 7      | 8      | 9      | 10     | 11     | 12     | 13      | 14  | 15  | 16  | 17     | 18  | 19     | 20     | 21     | 22     | 23  | 24  | Body | Umístění   |
| ---- | ---------------------- | ------------- | ----------------------- | ------ | ----- | ------ | ------ | ------ | ------- | ------ | ------ | ------ | ------ | ------ | ------ | ------- | --- | --- | --- | ------ | --- | ------ | ------ | ------ | ------ | --- | --- | ---- | ---------- |
| 2023 | Moneygram Haas F1 Team | Haas VF-23    | Ferrari 066/10 1.6 V6 t | BHR    | SAU   | AUS    | AZE    | MIA    | MON     | ESP    | CAN    | AUT    | GBR    | HUN    | BEL    | NED     | ITA | SIN | JPN | QAT    | USA | MXC TD | SAP    | LVG    | ABU TD |     |     | –    | –          |
| 2024 | Scuderia Ferrari       | Ferrari SF-24 | Ferrari 066/12 1.6 V6 t | BHR    | SAU 7 | AUS    | JPN    | CHN    | MIA     |        |        |        |        |        |        |         |     |     |     |        |     |        | MXC TD |        |        |     |     | 7    | 18. místo  |
| 2024 | Moneygram Haas F1 Team | Haas VF-24    | Ferrari 066/10 1.6 V6 t |        |       |        |        |        |         | EMI TD | MON    | CAN    | ESP TD | AUT    | GBR TD | HUN TD  | BEL | NED | ITA | AZE 10 | SIN | USA    |        | SAP 12 | LVG    | QAT | ABU | 7    | 18. místo  |
| 2025 | Moneygram Haas F1 Team | Haas VF-25    | Ferrari 066/10 1.6 V6 t | AUS 14 | CHN 8 | JPN 10 | BHR 10 | SAU 13 | MIA Ret | EMI 17 | MON 12 | ESP 17 | CAN 11 | AUT 11 | GBR 11 | BEL 117 | HUN | NED | ITA | AZE    | SIN | USA    | MXC    | SAP    | LVG    | QAT | ABU | 8*   | 18. místo* |